# Коефіцієнт бета
Коефіціє́нт бе́та (також β-коефіцієнт, бета-коефіцієнт) — у фінансах, показник ринкового ризику для цінних паперів або портфеля цінних паперів. Коефіцієнт відображає мінливість дохідності цінного паперу (портфеля) щодо дохідності іншого цінного паперу (портфеля), в ролі якого найчастіше виступає середньоринковий портфель (індексний портфель).

## Обчислення коефіцієнту
Коефіцієнт {\displaystyle \beta \ } є мірою систематичного ризику. Він показує ризикованість інвестицій у цінні папери в умовах загального ризику ринку. Коефіцієнт {\displaystyle \beta \ } визначається за формулою:
{\displaystyle \beta \ } = Covim/{\displaystyle \sigma \ _{m}^{2}} = {\displaystyle \sigma \ _{im}/\sigma \ _{m}^{2}} або {\displaystyle \beta \ =\rho \ \sigma _{i}\ /\sigma _{m}\ }
де Covim, або {\displaystyle \sigma \ _{im}} — коваріація доходу за акцією і дохідність ринкового портфеля;
{\displaystyle \sigma \ _{m}^{2}} — дисперсія (варіація) доходу ринкового портфеля;
{\displaystyle \rho \ } — кореляція між доходом за цінним папером і доходом ринкового портфеля;
{\displaystyle \sigma \ _{i}} — стандартне відхилення дохідності цінного папера {\displaystyle i} (середньоквадратичне відхилення фактичної дохідності цінного папера {\displaystyle i} від очікуваної);
{\displaystyle \sigma \ _{m}} — стандартне відхилення фактичної дохідності ринкового портфеля від очікуваної.
Модель МОКА передбачає, що за цінним папером визначається систематичний ризик. Таке визначення дає можливість зіставити систематичний ризик даного цінного папера із ризиком середнього активу, тобто визначити відносну міру чутливості фактичного доходу за цінним папером відносно фактичної дохідності ринкового портфеля. {\displaystyle \beta \ } ринкового портфеля дорівнює 1. У цьому разі ризик вкладення в акцію корелюється з доходом ринкового портфеля. Якщо інвестиція в акції буде менш ризикованою, ніж портфельний ризик, то {\displaystyle \beta \ <1}. У випадку інвестиції у високоризиковану акцію {\displaystyle \beta \ >1}. Отже, коефіцієнт {\displaystyle \beta \ } є індексом невизначеності ціни акції, яка емітується даною корпорацією, відносно ринкових цін.

## Інтерпретація коефіцієнту
| Значення коефіцієнта бета | Інтерпретація                                                                                           | Приклад                                                                                             |
| ------------------------- | --- | --------------------------------------------------------------------------------------------------- |
| β < 0                     | Вартість цінних паперів рухається в протилежний бік щодо біржового індексу                              | |
| β = 0                     | Вартість цінних паперів не залежить від зміни вартості активів, що використовуються для порівняння      | Цінні папери з фіксованою дохідністю, ріст яких не залежить від руху на ринку акцій                 |
| 0 < β < 1                 | Вартість цінних паперів змінюється в тому ж напрямку, що і ринок (біржовий індекс), проте меншим темпом | Стабільні акції компаній, що працюють в традиційних галузях, наприклад виробництво побутової хімії. |
| β = 1                     | Рух вартості цінних паперів відповідає ринковому руху (зміні біржового індексу)                         | Цінні папери, що входять до біржового індексу.                                                      |
| β > 1                     | Зміна вартості перевищує зміни індексу                                                                  | Агресивні цінні папери, такі що значно зазнають впливу від щоденних новин.                          |